# Frieseomelitta paupera
Frieseomelitta paupera là một loài Hymenoptera trong họ Apidae. Loài này được Provancher mô tả khoa học năm 1888.